# 官能小説 (漫画)
『官能小説』（かんのうしょうせつ）は、藤井みつるによる日本の漫画作品。
『プチコミック』（小学館）にて2003年にシリーズものとして全3話掲載された後、第4話以降はサブタイトルが「第一章」と仕切り直され2004年1月号から2005年8月号まで全20話連載された。
2007年に大久保麻梨子主演で映画化され、その公開に合わせて番外編が『プチコミック』2007年4月号増刊に掲載された。単行本は全5巻+外伝1巻、作者にとって2巻を超える作品は本作が初めて。

## あらすじ
真面目で堅物のOL・藤森彩は、同じ会社の営業マン・椎野が副業で小説を書いていることを知ってしまう。しかも彼が書いているのは官能小説だった。それがきっかけで親密になった2人はやがて会社公認の仲となる。

## 登場人物
藤森 彩（ふじもり あや）
27歳。経理部の地味で真面目なOL。自分にも他人にも厳しい性格で、融通が利かず「小局」（こつぼね）というあだ名を付けられる。年下の椎野と社内公認の恋愛関係に。横領の濡れ衣を着せられそうになり、将来のことを考えて公認会計士の勉強を始める。
椎野 太一（しいの たいち）
冴えない営業マン。彩の6歳年下の21歳。副業で官能小説を書いている。学生時代から投稿を続けていたが、入社してからデビューが決まった。彩にベタ惚れしている。
宮沢（みやざわ）
椎野と違い、デキる営業マンだが経理関係はずさんで、度々彩から怒鳴られている。
武石 昌実（たけいし まさみ）
経理部のOL。
光成（みつなり）
総務部のOL。「大局」と呼ばれ、彩とは局コンビ。
専務
彩の会社の専務。目立ちたがり屋で寂しがり屋、度々社内をうろうろしている。
溝口 統吾（みぞぐち とうご）
彩の会社の監査を担当するTM会計事務所の所長。公認会計士。彩の会社で不正経理に気づき、濡れ衣を着せられそうになった彩に転職を勧める。彩のことが好きだが鈍感な彩には伝わらない。
滝山（たきやま）
営業部の新人社員。椎野の初めての後輩。大卒で椎野よりも知識が豊富。
小菅 実咲（こすが みさき）
椎野の担当編集者。22歳。
木村 淳（きむら あつし）
小菅の元彼氏。再就職先が決まらず、椎野の家に居候する。

## 官能小説・外伝
『プチコミック』2007年4月号増刊掲載
破局を経て、再び元サヤに戻った彩と椎野だったが、2人ともぎこちない態度のままだった。そんなある日、溝口がかつて税務相談をした会社が粉飾決算で株が大暴落し、溝口が粉飾の指南をしたのではと疑いをかけられる。やけに溝口をかばう彩に椎野は「好きな人ができたなら自分に遠慮しなくていい」と告げるが……。

### 同時収録作品
love sick
『プチコミック』2008年4月号増刊掲載
派遣コーディネーターとして働く阿藤未希は、無愛想だが仕事は出来る営業の五十嵐の存在が気になる。
リリア・ヴェルシュ・ド・フォンテーヌ伯爵
『プチコミック』2007年11月号掲載
派遣社員として働く理加が子どもの頃から大切にしていたぬいぐるみが突然動き出し……。
うちんばーちゃん
『プチコミック』2007年5月号特別ふろく掲載
作者初の4コマ漫画。

## 書誌情報
- 藤井みつる 『官能小説』 小学館〈プチコミックフラワーコミックス〉 全5巻+外伝1巻
  1. 2003年12月19日発売、ISBN 4-09-138532-X
  2. 2004年6月25日発売、ISBN 4-09-138533-8
  3. 2004年11月26日発売、ISBN 4-09-138535-4
  4. 2005年4月25日発売、ISBN 4-09-138536-2
  5. 2005年9月26日発売、ISBN 4-09-138538-9
  6. 『官能小説・外伝』 2008年5月26日発売、ISBN 978-4-09-131677-6

## 映画
2007年2月17日公開、PG-12指定。

### キャスト
- 藤森彩 - 大久保麻梨子
- 椎野太一 - 北条隆博
- 武石昌実 - 浜田翔子
- 名波はるか
- 谷口賢志

### スタッフ
- 監督・脚本 - 坂牧良太
- 撮影 - 関谷和久
- 美術 - 寺尾淳
- 衣装 - 吉田実穂
- 編集 - 早川義城
- 音楽 - 佐藤悠輔
- 照明 - 佐藤友和、加藤正夫
- 録音 - 長尾風汰
- 助監督 - 永江二朗
- 配給 - トルネード・フィルム
- 製作 - 「官能小説」製作委員会（フォーサイド・ドット・コム / トルネード・フィルム）
- 協力 - 小学館

### オリジナルビデオ
映画本編の続編がオリジナルビデオ (DVD) として製作された。タイトルは「官能小説 -愛憎編-」。2007年8月発売。
OVDのみの出演者
- ミョンジュ
- 野沢和香
- 永岡佑